# Беркович (герб)
Беркович – шляхетський герб, різновид герба Нечуя.

## Опис герба
В червоному полі природна колода із трьома сучками праворуч і двома ліворуч. У клейноді три страусині пера, обтяжених золотим коропом. Намет червоний, підбитий сріблом.

## Найбільш ранні згадки
Походження герба невідоме.

## Роди
- Берковичі.

## Зовнішні посилання
- Tadeusz Gajl: Herbarz polski od średniowiecza do XX wieku : ponad 4500 herbów szlacheckich 37 tysięcy nazwisk 55 tysięcy rodów. L&L, 2007. ISBN 978-83-60597-10-1.